# Гунделах, Елена Леонардовна
Еле́на Леона́рдовна Гу́нделах (род. 19 апреля 1974) — российская легкоатлетка, специалистка по бегу на длинные дистанции и марафону. Выступала на профессиональном уровне в 1996—2008 годах, чемпионка России в марафоне, призёрка ряда крупных международных стартов на шоссе, участница чемпионата мира в Севилье. Представляла Санкт-Петербург. Мастер спорта России международного класса.

## Биография
Елена Гунделах родилась 19 апреля 1974 года.
Впервые заявила о себе в сезоне 1996 года, когда стала третьей на Хельсинкском городском марафоне и четвёртой на Кошицком марафоне.
В октябре 1997 года с результатом 2:53:45 заняла 22-е место на Чикагском марафоне.
В 1998 году финишировала второй на Каролинском марафоне, восьмой в пробеге на 10 км в Гринвилле.
В 1999 году с личном рекордом 1:13:52 стала четвёртой на полумарафоне в Нижнем Новгороде. На чемпионате России по марафону, прошедшем в рамках Московского марафона «Лужники», превзошла всех своих соперниц и завоевала золотую награду, при этом так же установив личный рекорд — 2:32:05. Благодаря этой победе вошла в основной состав российской сборной и удостоилась права защищать честь страны на чемпионате мира в Севилье, где в конечном счёте сошла с дистанции.
В 2000 году была десятой на Стокгольмском марафоне, третьей на Хельсинкском и Кошицком марафонах.
На Кошицком международном марафоне мира 2001 года показала на финише восьмой результат.
В 2003 году заняла 11-е место в дисциплине 10 км в рамках марафона «Белые ночи» в Санкт-Петербурге.
В 2004 году на «Белых ночах» финишировала восьмой на 10-километровой дистанции.
В 2005 году закрыла десятку сильнейших в 30-километровом пробеге «Пушкин — Санкт-Петербург».
На «Белых ночах» 2008 года в гонке на 10 км пришла к финишу седьмой.
За выдающиеся спортивные достижения удостоена почётного звания «Мастер спорта России международного класса».
Впоследствии работала учителем физической культуры в Средней общеобразовательной школе № 305 в Санкт-Петербурге.